# Migas sandageri
Migas sandageri är en spindelart som beskrevs av Goyen 1891. Migas sandageri ingår i släktet Migas och familjen Migidae. Inga underarter finns listade i Catalogue of Life.